# Anastasios Sidiropoulos
Anastasios 'Tasos' Sidiropoulos (en griego: Αναστάσιος Σιδηρόπουλος; nacido 9 de agosto de 1979) es un árbitro de fútbol griego. Ha arbitrado partidos de la Champions League y de la Europa League.
Sidiropoulos obtuvo la internacionalidad FIFA en 2011.